# Centro Presidencial George W. Bush
O Centro Presidencial George W. Bush (inglês: George W. Bush Presidential Center) é um complexo cultural e instituição de preservação de memória que abriga um museu e biblioteca cujo acervo está relacionado ao mandato presidencial e carreira política de George W. Bush, o 43º Presidente dos Estados Unidos.
Localizado na cidade de Dallas, Texas, onde Bush iniciou sua trajetória política, o centro presidencial é uma das 16 bibliotecas dedicadas a presidentes norte-americanos administradas pelos Arquivos Nacionais e Administração de Documentos (NARA). O complexo foi projetado pelo arquiteto Robert A. M. Stern e inaugurado em 25 de abril de 2013 nas adjacências da Universidade Metodista Meridional.